# Atalaya, Mexiko
Atalaya är en ort i Mexiko.   Den ligger i kommunen Santiago Yosondúa och delstaten Oaxaca, i den sydöstra delen av landet, 300 km sydost om huvudstaden Mexico City. Atalaya ligger 2 651 meter över havet och antalet invånare är 397.
Terrängen runt Atalaya är kuperad åt nordväst, men åt sydost är den bergig. Runt Atalaya är det ganska glesbefolkat, med 26 invånare per kvadratkilometer. Närmaste större samhälle är Villa Chalcatongo de Hidalgo, 8,6 km norr om Atalaya. I omgivningarna runt Atalaya växer huvudsakligen savannskog.